# دولينا
دولينا (Долина) هي مدينة في مقاطعة فلاديمير في أوكرانيا.
يبلغ عدد سكانها حوالي 20,900 نسمة.

## توأمة
لدولينا اتفاقيات توأمة مع كل من:
- Grodzisk Wielkopolski [الإنجليزية]‏
- Niemodlin [الإنجليزية]‏
- Zviahel [الإنجليزية]‏
- ساكي
- روبيجني
- Orhei [الإنجليزية]‏
- Târgu Lăpuș [الإنجليزية]‏